# گمینا ستار تارگ
گمینا ستار تارگ (به لهستانی:  Gmina Stary Targ) یک گمینا در لهستان است که در شهرستان اشتوم واقع شده‌است. گمینا ستار تارگ ۱۴۱٫۰۴ کیلومتر مربع مساحت و ۶٬۵۹۸ نفر جمعیت دارد.